# 이스턴 항공 401편 추락 사고
이스턴 항공 401편 추락 사고는 1972년에 발생한 항공 사고로 당시 기장과 부기장의 고도착각으로 인해 이스턴 항공 401편 소속의 록히드 L-1011 트라이스타 항공기가 미국 캘리포니아 주의 에버글레이즈 습지에 추락하여 많은 인명피해를 야기하였으며 이후에 같은 L-1011 기종에서 해당 항공편의 유령이 나온다는 소문이 돌기도 했다